# إيفي آديلايد رولاندز
إيفي آديلايد رولاندز (بالإنجليزية: Effie Adelaide Rowlands)‏ (1859، نيوساوث ويلز في أستراليا - 16 أكتوبر 1936، لندن في المملكة المتحدة)؛ كاتِبة وروائية بريطانية.